# Leónovka (Valuiki)
|  | Per a altres significats, vegeu «Leónovka». |

Leónovka - Леоновка (rus) - és un poble (un khútor) de l'óblast de Bélgorod, a Rússia. El 2010 tenia 158 habitants. Pertany al districte (raion) de Valuiki.